# Бунт в тюремном блоке № 11
«Бунт в тюремном блоке № 11» (англ. Riot in Cell Block 11) — тюремный фильм нуар режиссёра Дона Сигела, который вышел на экраны в 1954 году.
Действие картины происходит в одной из крупных американских тюрем, где группа заключённых во главе с Джеймсом Данном (Нэвилл Брэнд) устраивает бунт, захватывая в заложники нескольких надзирателей. Данн требует от начальника тюрьмы Рейнольдса (Эмиль Мейер) немедленно предпринять меры по улучшению условий содержания заключённых. Рейнольдс, который сам безуспешно пытался довести многие из этих требований до вышестоящих органов, признаёт их справедливость, однако не в состоянии ничего сделать самостоятельно. Под давлением Данна ему устраивают встречу с представителями средств массовой информации, в результате чего требования заключённых становятся известны широким слоям общественности. Опасаясь, что бунт может закончится кровавой бойней, начальник тюрьмы вынужден вызвать военных. В итоге бунтовщики находят компромисс с властями, однако несколько месяцев спустя соглашение пересматривают, Данну за организацию бунта дают дополнительный срок, а начальника тюрьмы переводят на новое место.
Критики единодушно дали высокую оценку фильму, отметив его глубокое и умное содержание, а также блестящую постановку Дона Сигела, который, несмотря на скромный бюджет, обеспечивает фильму аутентичность, показывает взрывоопасную напряжённость ситуации и одновременно вскрывает недостатки существующей тюремной системы.

## Сюжет
Во вступлении к фильму средствами документальной хроники рассказывается, как по различным штатам США прокатилась серия тюремных бунтов, в ходе которых заключённые требовали улучшения условий содержания. Начальник Ассоциации тюрем США рассказывает, что вина в организации бунтов ложится не только на заключённых, но и на тех чиновников, которые обязаны создавать заключённым надлежащие условия для исправления и возвращения к нормальной жизни.
Действие фильма происходит в одной из крупных тюрем штата Калифорния, где наиболее злостные заключенные содержатся в блоке № 11 с более жёстким, а порой и жестоким режимом содержания. Однажды ночью после отбоя один из заключённых этого блока по имени Шуйлер (Даббс Грир) обманом уговаривает молодого надзирателя Монро (Пол Фриз) открыть дверь камеры, затем оглушает его ударом по голове, затаскивает внутрь и жестоко избивает. После этого Шуйлер открывает двери соседних камер, освобождая заключённого Джеймса Данна (Нэвилл Брэнд). В свою очередь Данн бьёт и захватывает в плен опытного надзирателя Снейдера (Уит Бисселл), который был особенно жесток с заключёнными. Вырвавшиеся из камер заключённые ловят надзирателя по имени Эктон (Джеймс Андерсон) и открывают остальные камеры, освобождая всех заключённых блока. Начинается бунт, в ходе которого заключённые выбрасывают содержимое своих камер в тюремный коридор. Данн связывается по телефону с начальником тюремной охраны Барреттом (Чарльтон Янг), требуя встречи с начальником тюрьмы Рейнольдсом (Эмиль Мейер). Барретт даёт указание немедленно предпринять экстренные меры, поручая выключить сирену и направить все прожекторы на внутренний двор, а также вызывает на подмогу вторую смену надзирателей. Тем временем в тюремном блоке Данну удаётся остановить стихийный выброс энергии заключённых и призвать их к порядку. Он становится фактическим лидером бунта при поддержке физически крепкого и опасного Безумного Майка Карни (Лео Гордон), которого перевели в тюрьму из психиатрической лечебницы. К блоку № 11 прибывает начальник тюрьмы Рейнольдс. Данн выходит на переговоры с ним к воротам блока, используя в качестве щита Снейдера, к горлу которого он приставил нож. Данн требует от Рейнольдса организовать ему встречу с представителями средств массовой информации, предупреждая, что если его требование не будет выполнено, захваченные надзиратели будут убиты. В блоке заключенные начинают изготавливать из подручных материалов примитивное оружие.
Начальник тюрьмы Рейнольдс известен своими прогрессивными взглядами. В течение многих лет он пытался добиться улучшения условий содержания заключённых, однако его усилия не дали видимых результатов. Он звонит губернатору штата, докладывая обстановку, и тот принимает решение направить для переговоров с заключёнными комиссара штата по делам тюрем Хаскелла (Фрэнк Фэйлен). Тем временем в блоке № 11 Данн обращается к заключённому по кличке Полковник (Роберт Остерлох), бывшему герою войны, образованному и уравновешенному человеку, который попал в тюрьму за непредумышленное убийство, с просьбой помочь грамотно составить список требований к властям. Вскоре прибывает Хаскелл, который на встрече с собравшимися журналистами сразу заявляет, что во всём виноваты бунтовщики, и он не пойдёт ни на какие уступки их требованиям. Между тем, учитывая, что в руках заключённых оказалась группа заложников из числа надзирателей, Хаскелл вынужден согласиться с Рейнольдсом и допустить журналистов к разговору с Данном. Группа журналистов в сопровождении Рейнольдса и Хаскелла подходит к воротам блока. Данн выходит им навстречу, и размахивая кандалами и цепями, которые использовались для усмирения заключенных, произносит обличительную речь о бесчеловечных условиях в тюрьме. В частности, он говорит о плохом состоянии камер, грубости надзирателей, ужасающей еде и психически больных заключённых, которых перевели в их блок. Хаскелл однако сходу отвергает эти заявления, угрожая, что если бунтующие не сдадутся, то будут убиты. Услышав это, Безумный Карни бросает заточку в Хаскелла, попадая ему в плечо.
На следующее утро Хаскелл, который получил лёгкое ранение, Рейнольдс и Баррет из смотровой башни наблюдают за происходящим в тюремном дворе. Они видят, как охранники собираются вести заключенных блока № 4 в столовую. Вдохновлённые беспорядками в блоке № 11, заключенные четвертого блока также начинают бунтовать и выбегают в тюремный двор. Вслед за этим в блоке № 5 также вспыхивает бунт. Для того, чтобы утихомирить заключённых, Рейнольдс вызывает полицию штата, которая прибывает как раз в тот момент, когда заключенные грабят и поджигают здания на тюремной территории. Выстроившись в линию, полицейские входят в тюремный двор. Стреляя из винтовок под ноги и поверх голов заключённых, они вытесняют их со двора и загоняют обратно в тюремные блоки. Бунт по всей тюрьме подавлен. Однако одиннадцать заключённых блока № 11 продолжают удерживать в заложниках девятерых надзирателей и отказываются сдаваться.
Когда Данн узнает, что в ходе столкновений один из заключенных был убит, он угрожает в ответ казнить Снейдера. Это серьёзно беспокоит Рейнольдса, который соглашается рассмотреть список требований Данна. Данн требует положить конец жестокому обращению с заключенными и провести реформы, в частности, перестроить камеры, чтобы избежать их переполненности, отделить психически больных от нормальных заключённых, убрать жестоких надзирателей, создать возможности для профессионального образования и обеспечить более приличное питание. Когда Данн также требует, чтобы в отношении заключенных, участвовавших в беспорядках, не применялось никаких репрессий, возмущенный Хаскелл обвиняет начальника тюрьмы в том, что тот сам написал требования, и требует привлечь зачинщиков бунта к суду. Однако начальник тюрьмы вопреки решению Хаскелла просит Данна дать ему шесть часов, чтобы убедить губернатора согласиться с выдвинутыми требованиями. Когда Данн возвращается в свой блок, на него неожиданно набрасывается психопатический заключённый по имени Микки (Уильям Фиппс), который вместе с двумя своими сообщниками решил захватить власть. Однако Данну на помощь приходит Карни. Он относит легко раненного Данна в одну из камер, после чего звонит Барретту, объявляя, что теперь он будет главным вместо Данна. Чтобы оказать давление на начальника тюрьмы, Карни приказывает пленным надзирателям написать прощальные письма своим женам, а затем читает письма рыдающим женщинам по телефону.
Начальник тюрьмы уговаривает сомневающегося губернатора удовлетворить требования заключенных, однако Хаскелл в это время готовит штурм блока № 11 с помощью подрыва одной из его стен. У Карни в конце концов сдают нервы, и он решает убить Снейдера, однако Полковник собирает большую группу заключенных, которые выступают против этого. Когда две группы заключённых начинают надвигаться друг на друга, вызывают Данна, который быстро урегулирует назревавший конфликт. Вскоре заключенные слышат удары по каменной стене блока, быстро выясняя, что готовится подрыв стены. Чтобы не дать людям Хаскелла осуществить подрыв, они привязывают к стене всех охранников, которые в случае взрыва неминуемо погибнут. Когда Полковник призывает заключённых остановиться, Данн бьет его и привязывает к стене рядом с надзирателями. Заключенные отходят от стены в ожидании взрыва. В этот момент на другом конце блока звонит телефон. Заключенные бегут к аппарату, получая сообщение, что губернатор согласился с их требованиями. После того, как соглашение со списком требований подписывают губернатор и начальник тюрьмы, свою подпись ставит и Данн. Однако он отказывается сдаваться до тех пор, пока вся история о произошедшем в тюрьме не появится в утренних газетах. Лишь после того, как на следующее утро надзиратели передают свежий тираж газет в блок № 11, заключенные освобождают охранников и сдаются сами.
Проходит две недели, однако в тюрьме ничего не меняется. Начальник тюрьмы Рейнольдс вызывает Данна в свой кабинет. Нехотя он сообщает, что законодательное собрание штата под давлением Хаскелла отменило соглашение губернатора с заключёнными. В результате Данн теперь обвиняется в организации бунта и захвата заложников, что грозит ему тридцатью годами тюрьмы дополнительно к его нынешнему сроку. Самого Рейнольдса увольняют с должности начальника тюрьмы. Вместе с тем, по словам Рейнольдса, есть и хорошие новости. Так, Полковник, ожидавший условно-досрочного освобождения, получит его, а некоторые психически больные заключённые, в том числе, и Карни, будут переведены в специальную психиатрическую больницу для заключённых. Законодатели также приняли решение создать комиссию, которая изучит состояние дел в тюрьме и внесёт свои предложения по улучшению условий содержания заключённых. После этого подавленного Данна отправляют обратно в камеру.

## В ролях
- Нэвилл Брэнд — Джеймс В. Данн
- Эмиль Мейер — начальник тюрьмы Рейнольдс
- Фрэнк Фэйлен — комиссар Хэскелл
- Лео Гордон — Безумный Майк Кэрни
- Роберт Остерлох — Полковник
- Пол Фриз — надзиратель Монро
- Дон Кифер — репортёр
- Элви Мур — Гатор
- Даббс Грир — Шуйлер
- Уит Бисселл — Снейдер
- Джеймс Андерсон — надзиратель Эктон
- Чарльтон Янг — капитан надзирателей Барретт
- Гарольд Джей Кеннеди — репортёр
- Уильям Шаллерт — репортер
- Джонатан Хейл — репортёр Расселл

## Создатели фильма и исполнители главных ролей
Как пишет историк кино Джереми Арнольд, Уолтер Вангер был «признанным, многоопытным продюсером таких разнообразных и отличных фильмов», как «История делается ночью» (1937), «Диллижанс» (1939), «Иностранный корреспондент» (1940), «Длинный путь домой» (1940), «Катастрофа: История женщины» (1947) и «Момент безрассудства» (1949). В начале 1950-х годов он продюсировал фильмы для Allied Artists, «престижного» подразделения малобюджетной студии Monogram Pictures. Вскоре Allied Artists станет вместо Monogram названием всей студии.
Вангер в то время был женат на кинозвезде Джоан Беннетт (сыгравшей главную роль в «Моменте безрассудства»). Когда он узнал, что у Беннетт роман с её агентом, Дженнингсом Лэнгом, Вангер выследил их на автостоянке и выстрелил Лэнгу пах, что стало одним из крупнейших голливудских скандалов того времени. Вангер признал себя временно невменяемым и был приговорен к четырем месяцам тюремного заключения на тюремной ферме округа Лос-Анджелес, в конечном итоге проведя там 98 дней. Несмотря на то, что он отбывал свой срок в учреждении с минимально строгим режимом, Вангер был так потрясен полученным опытом — увиденным там бездельем и унижением заключённых — что решил сделать картину, в которой условия содержания в тюрьмах будут выставлены как социальное зло. В результате, по словам Арнольда, появился этот фильм, который привлёк огромное внимание в момент своего выхода на экраны, и в стране действительно заговорили о ситуации в тюрьмах.
В 1956 году режиссёр Дон Сигел поставил «очень влиятельный научно-фантастический триллер „Вторжение похитителей тел“» . В дальнейшем Сигел прославился такими криминальными лентами, как «Линейка» (1958), «Убийцы» (1964), «Грязный Гарри» (1971), «Чарли Вэррик» (1973) и «Побег из Алькатраса» (1979).
Актёр Нэвилл Брэнд сыграл в таких успешных фильмах, как «Мёртв по прибытии» (1950), «Мафия» (1951), «Тайны Канзас-Сити» (1952), «Лагерь для военнопленных № 17» (1953), «Крик ужаса» (1958) и «Любитель птиц из Алькатраса» (1962). Самой значительной работой Брэнда на телевидении стал вестерн-сериал «Ларедо», в котором он играл постоянную роль на протяжении 1965—1967 годов.
Это был первый фильм, в работе над которым принимал участие будущий сценарист и режиссёр Сэм Пекинпа (он был ассистентом продюсера картины). В дальнейшем Пекинпа работал ассистентом Сигела ещё на четырёх фильмах — «Личный ад 36» (1954), «История в Аннаполисе» (1955), «Вторжение похитителей тел» (1956) и «Преступность на улицах» (1956).

## История создания фильма
Как отметил Арнольд, несмотря на то, что идея фильма возникла у Вангера из его собственного опыта пребывания в заключении, изображенные в фильме события основаны на реальном бунте 1952 года в тюрьме штата Мичиган в Джексоне. Кадры кинохроники того самого бунта начинают фильм.
Режиссёр Дон Сигел согласился поставить этот фильм за восемь недель и фиксированный гонорар в 10 тысяч долларов. Бюджет фильма составил скромные 275 тысяч долларов.
Вангер перевёз всю творческую группу в тюрьму штата Калифорния в Фолсоме, в стенах которой был полностью снят весь фильм. При съёмках использовался пустующий двухэтажный блок с камерами. Как отмечено в «Нью-Йорк таймс», «в этом огромном, похожем на крепость тюремном здании (со многими реальными заключенными, принимающими участие в съёмках) фильм приобретает почти документальное качество».
В своей автобиографии режиссёр Дон Сигел написал, что Лео Гордон, который играл Безумного Майка Карни, был бывшим заключённым, который отсидел в тюрьме «Сан-Квентин» пять лет за грабёж. Хейнце, начальник тюрьмы «Фолсом», первоначально возражал против участия Гордона в этом фильме, но Сигел смог убедить его, что Гордон не представляет для тюрьмы никакой опасности.
Фильм находился в производстве с середины августа до начала сентября 1953 года. Премьера фильма состоялась 18 февраля 1954 года в Нью-Йорке, в широкий прокат фильм вышел 28 февраля 1954 года
В начале фильма закадровый рассказчик даёт полудокументальный отчёт о бунтах, которые охватили американские тюрьмы. Фильм затем переходит к пресс-конференции, на которой Ричард А. Макги, спикер Американской ассоциации тюрем, утверждает, что бунты являются результатом «примитивных условий, которые широко распространены по всей тюремной системе, условия, которые должны быть исправлены, чтобы положить конец насилию». Далее следуют титры со следующей письменной благодарностью: «Мы хотим поблагодарить мистера Ричарда Макги и его коллег по Исправительному департаменту Калифорнии, начальника тюрьмы Хейнце, его заместителя Райана, офицеров системы исполнения наказания и заключённых тюрьмы „Фолсом“ за их сотрудничество».
В марте 1954 года газета «Лос-Анджелес таймс» сообщила, что писатели Пегги и Уолтер Макгрой выдвинули Вангеру иск на 3 миллиона долларов, утверждая, что фильм основан на материале, написанном ими. Результат этого искового заявления неизвестен.

## Оценка фильма критикой

### Общая оценка фильма
После выхода фильма на экраны журнал Variety назвал его «жестоким и напряженным тюремным триллером». Кинокритик «Нью-Йорк таймс» А. Х. Вейлер высоко оценил картину, написав: «Мрачная мелодрама за тюремными стенами, так часто изображаемая в кино в стандартной и банальной манере, здесь наделена как напряжением, так и чувством достоинства. Хотя она достаточно взрывоопасна, чтобы удовлетворить потребности самых яростных поклонников фильмов типа „бандиты против тюремщиков“, она также искренне и по-взрослому призывает общество восстать против несправедливостей пенитенциарной системы. В своих скромных размерах, это реалистичное и эффективное сочетание мускулов, мозгов и сердца… Короче говоря, фильм серьёзно бьёт, но и столь же серьёзно учит».
По словам Джереми Арнольда, «фильм был задуман продюсером Уолтером Вангером как очень личностный фильм, но также и как серьёзный призыв к американской публике, и он добился успеха в обоих смыслах. При этом фильм ещё по-своему увлекателен как жёсткая, быстрая тюремная драма, став памятником не только Вагнеру, но и выдающемуся мастерству сценариста Ричарда Коллинза и режиссёра Дона Сигела». Как пишет критик, «картина по-прежнему производит сильное впечатление не в последнюю очередь потому, что тема тюремной реформы остается актуальной и сегодня». По мнению Арнольда, «ключевое качество этого фильма — это его аутентичность. Это проявляется во всём — от декораций до визуального стиля и даже актерского состава, и всё это служит темам, поднимающими важные моральные вопросы».
Майкл Костелло заключил, что это «лучший фильм Дона Сигела на тот момент», По его словам, «эта поразительно умная картина категории В описывает драматический накал бунта в тюрьме „Фолсом“. С учётом ограниченного бюджета, впечатляющее ощущение аутентичности фильма происходит частично из личного опыта продюсера Уолтера Вангера, который сам провёл четыре месяца в тюрьме». Как далее пишет Костелло, «хотя этот отличный фильм нуар был поставлен Сигелом в начале его творческой карьеры», в фильме уже продемонстрированы «фирменное насилие и почти документальный реализм режиссёра».
Деннис Шварц написал, что «этот классический тюремный фильм, один из лучших в своем роде, который стал первым крупным хитом Дона Сигела». Как отметил Шварц, «этот малобюджетный фильм был снят непосредственно в тюрьме в почти документальном стиле, а актерский состав состоял из неизвестных актеров и реальных заключенных в качестве статистов». Шварц подчёркивает, что это «серьёзный фильм, который искренне ищет ответы на вопросы о проблемах, с которыми сталкивается пенитенциарная система страны».
Как пишет историк кино Майкл Кини, «сделанный в документальном стиле, этот потрясающий тюремный фильм нуар по-прежнему указывает мощнейшее впечатление благодаря режиссёру Дону Сигелу и сценаристу Ричарду Коллинзу, которые не пожертвовали созданием психологических характеристик ради экшна и насилия, представив справедливые и рациональные образы как заключенных, так и охранников». Как отмечает Кини, «фильм даже отважно затрагивает нежелательную тему для 1954 года гомосексуальных отношений в тюрьме. Актёры первоклассны, особенно опытные ветераны фильмов В — Брэнд в качестве мозгового центра бунта и Гордон в роли его силовика».
Спенсер Селби назвал картину «жёстким, очень реалистичным тюремным фильмом, который не ходит вокруг да около» и прямо показывает, что происходит, когда «заключённых прижимают слишком сильно», а журнал TimeOut оценил картину как «захватывающий фильм» и «классический фильм жанра, сделанный почти в документальном стиле — на малом бюджете, без звёзд, в локациях тюрьмы Фолсом, с заключёнными в эпизодических ролях — где закипающее взрывное насилие держится под идеальным контролем».

### Оценка работы режиссёра и творческой группы
Как отметил Вейлер, «будучи опытным продюсером, который также кое-что узнал о тюрьмах, Уолтер Вангер не стал представлять историю в абсолютно черно-белом цвете. Вместо этого он вооружился сильным сценарием Ричарда Коллинза, актерским составом, который, похоже, чувствует себя в тюрьме как дома, и Доном Сигелом, режиссером, у которого достаточно разума и сил управлять актёрами и сюжетом в его развитии». Variety указал, что «положительные и отрицательные стороны тюремных бунтов чётко изложены в сюжете Ричарда Коллинза, а продюсер Уолтер Вангер использует реалистичный, почти документальный стиль, чтобы изложить свою точку зрения на необходимые реформы в работе пенитенциарных учреждений».
Шварц также отмечает «хорошо проработанный сценарий Ричарда Коллинза, который позволяет избежать клише тюремных фильмов и вместо этого привлекает внимание к реальным проблемам, стоящим перед пенитенциарной системой». В итоге получилось то, что хотел продюсер Уолтер Вангер — «аутентичная и жестокая тюремная драма», которая «начинается с заявления о том, что тюремные беспорядки охватили всю страну, и вина за это лежит на недальновидном пренебрежении, которое проявляют политические лидеры в отношении пенитенциарных учреждений».
Описывая ход картины, Майкл Костелло отмечает, что «Сигел даёт событиям разворачиваться достоверно по мере того, как план заключенных перерастает из захвата нескольких охранников в анархическое безумие полномасштабного тюремного бунта». Как отмечает критик, «фильм избегает мелодраматических стереотипов, рисуя персонажей по обе стороны конфликта с удивительной сложностью. Это редко встречается в фильмах, но часто встречается в работах Сигела, когда все персонажи вынуждены выносить свою долю невзгод, и никто никогда не получает именно то, что он хочет».
Арнольд также отметил «чёткую операторскую работу Рассела Харлана», умело раскрывающую тюремные условия, где «персонажи бегают по коридорам и среди стен, дверей и ворот. В кадре все эти объекты излучают ощущение внутренней твердости, усиливая ощущение реалистичности. Кроме того, визуальная энергия, создаваемая всей этой беготней и беспорядками, создает у зрителей впечатление общего насилия, хотя на самом деле в фильме на удивление мало откровенной резни».

### Анализ содержания и моральные аспекты фильма
Как отмечает Вейлер, в этой истории «ни одна из сторон не одерживает верх. Преступники, судьбой которых озабочены Вангер, Коллинз и Сигел, не стремятся „вырваться наружу“. Они жестокие негодяи, которые борются против переполненности камер, вынужденного безделья, психопатов в своей среде и плохой еды». По словам критика, «план заключенных реализуется в напряжённом, документальном стиле с подлинной военной точностью от первого скрытого нападения на ничего не подозревающего надзирателя до кульминационного крещендо разрушения». Однако, «по иронии судьбы, когда шум и крики стихли», стало ясно, что «ни одна из сторон не выиграла и не потеряла многого».
Variety отмечает, что «у картины нешаблонный тюремный сюжет. Нет ни одного заключенного, исправленного любовью или справедливым обращением, нет и невероятного парня, встречающегося с девушкой, после чего с ним происходят такие же перемены. Также нет никаких героев и бандитов стандартного образца. Вместо этого в нем рассказывается о бунте, о том, как он начался и почему, что было сделано, чтобы остановить его, и о капитуляции с обеих сторон». Как далее подчёркивается в рецензии, «пункты реформы, на необходимость которых указывается в фильме Венгера, затрагивают вопросы перенаселённости камер, плохого питания, смешения психически здоровых и психически больных заключенных, развращающего безделья людей, заключенных в тюремные блоки».
Майкл Костелло пишет, что «тщательно проработанный сценарий Ричарда Коллинза делает всё возможное, чтобы отойти от клише тюремных фильмов, вместо этого делая акцент на вопросах, которые поразили продюсера Вангера во время его непродолжительного пребывания в тюрьме». Так, «вместо того, чтобы планировать побег, заключенные устраивают бунт, чтобы выдвинуть обоснованные требования реформ, с которыми уже согласен начальник тюрьмы (Эмиль Мейер)». При этом «сам начальник тюрьмы предстаёт скорее гуманной фигурой, чем тираном, который, подобно сообразительному осужденному (Нэвилл Брэнд), возглавляющему протест, делает всё возможное, чтобы избежать применения силы».
Джереми Арнольд подчёркивает, что «история в основном сосредоточена на напряжённости между заключёнными, которые восстали против своих охранников, и начальником тюрьмы и его армией людей, которые противостоят им». Но, по его мнению, «мораль ситуации не так проста. Заключенные хотят гарантий реформ, о которых начальник тюрьмы ранее просил свое начальство, но безрезультатно. Требования кажутся разумными. Но разумны ли методы заключенных? Можно ли их действительно винить?». Как далее указывает Арнольд, «сценарий Ричарда Коллинза также исследует изменения в уровнях власти, которой обладают различные персонажи на протяжении всей истории». С обеих сторон есть одинаково разумные и неразумные люди, от простых пехотинцев до более вдумчивых лидеров, и «хотя это может показаться чересчур схематичным, на самом деле непохоже, чтобы фильм пытался представить две стороны как хороших и плохих. Наоборот, всё это кажется логичным и правдоподобным».
В рецензии журнала TimeOut, говорится: «Не ища уютных ответов (на самом деле, финальная победа по иронии судьбы переходит в поражение), главная задача сценария состоит не столько в том, чтобы установить необходимость реформ, сколько в том, чтобы продемонстрировать ошибки, которые препятствуют их осуществлению»

### Оценка актёрской игры
Высоко оценивая игру актёрского состава, Вейлер выделяет Нэвилла Брэнда в роли «жёсткого, но хитрого главаря бунта». Далее он пишет, что «не менее хорош Эмиль Мейер в роли непоколебимого начальница тюрьмы, который понимает выдвигаемые заключёнными суровые обвинения, потому что сам безрезультатно требовал изменений». Вейлер также выделяет игру «Лео Гордона в роли осужденного убийцы, Роберта Остерлоха в роли бывшего армейского офицера, который формулирует требования своих сокамерников, и Фрэнка Фэйлена в роли политика, который не желает слышать о реформах». Все они, по словам Вейлера, «вносят выдающийся вклад в доказательство того, что „здесь во всех есть и хорошее, и плохое“». Variety особенно отмечает «выдающуюся игру Эмиля Мейера в роли начальника тюрьмы, который понимает проблемы заключённых».
По мнению Костелло, «среди прекрасного актерского состава выделяются Брэнд, Мейер, Файлен, Остерлох и реальный бывший заключенный Лео Гордон, а реалистичность фильма усиливается четкой черно-белой операторской работой Рассела Харлана».
Как пишет Арнольд, «актёрский состав представляет собой увлекательное сочетание профессиональных актёров и настоящих заключенных, а в случае Лео Гордона — и того, и другого!… Он великолепно исполняет роль получившего меткое прозвище Безумного Майка Карни». Кроме того, по мнению Арнольда, «в роли главаря заключенных Джеймса Данна отлично играет Нэвилл Брэнд, а роль надзирателя исполняет надежный характерный актер Эмиль Мейер. Их поддерживают самые разные исполнители ролей крутых парней своего времени и даже некоторые заключенные из реальной жизни». Как позже вспоминал Сигел: «Я не отличал наших наёмных заключенных от настоящих».

### Признание
В 1955 году фильм был номинирован на премию БАФТА как лучший фильм, а Нэвилл Брэнд был номинирован на эту награду как лучший актёр. В том же году Гильдия режиссёров Америки номинировала Дона Сигела на свою премию за лучшую режиссёрскую работу в кино.